# Javiera Contreras Gubbins
Javiera Contreras Gubbins (Santiago de Chile, 2 de marzo de 2001) es una atleta chilena del Club Deportivo Universidad Católica especialista en salto con garrocha.

## Biografía
Sus inicios en el deporte fueron en la gimnasia artística escolar por más de 10 años y poco a poco fue introduciéndose en el mundo del atletismo en eventos como el salto largo, vallas y postas. Su entrenador actual, Jaime Wood, la invitó a probarse en el salto con garrocha a fines del 2014, prueba en la que se coronó campeona sudamericana escolar un año después en Paraguay. El año 2016 logró el récord nacional u16. Fue nuevamente oro en los Juegos Odesur Juveniles, Santiago en 2017. Al año siguiente fue bronce sudamericano u18 en Ecuador y finalista en los Juegos Olímpicos Juveniles, Buenos Aires 2018, siendo el mejor resultado de la delegación chilena de la edición y abanderada de esta en al ceremonia de clausura. Ese año terminó también primera en el ranking sudamericano de su categoría. En 2019 fue plata sudamericana u20 en Colombia y cuarto lugar en el campeonato panamericano u20 que se realizó en Costa Rica.
El 2021, con 20 años, batió tres veces el récord nacional u23 y consiguió convertirse en la segunda mujer chilena en saltar la barrera de los 4.00m, marca que la dejó tercera en el ranking sudamericano u23. Fue cuarta en el sudamericano u23 en Ecuador y medalla de plata en los Juegos Panamericanos Juveniles en Cali, unos meses más tarde.
El año 2022 sufrió un accidente que cortó su ligamento cruzado anterior y meniscos lo que la tiene actualmente en recuperación. A fines de ese año, participó como representante chilena juvenil en el tercer Foro Continental de atletas de Panam Sports en Cancún. En la temporada 2025, tuvo un buen arranque imponiéndose en el Meeting UC con 3.80.
Estudia Ingeniería Civil en la Pontificia Universidad Católica de Chile.

## Palmarés
| Año  | Campeonato                      | Lugar                   | Resultado | Tiempo |                 |
| ---- | ------------------------------- | ----------------------- | --------- | ------ | --------------- |
| 2015 | Campeonato Sudamericano Escolar | Asunción, Paraguay      | 1º        | 3.10m  |                 |
| 2017 | Juegos Sudamericanos Juveniles  | Santiago, Chile         | 1º        | 3.45m  |                 |
| 2018 | Campeonato Sudamericano u18     | Cuenca, Ecuador         | 3º        | 3.50m  |                 |
| 2018 | Juegos Olímpicos Juveniles      | Buenos Aires, Argentina | 5º        | 3.65m  | Primera Etapa   |
| 2018 | Juegos Olímpicos Juveniles      | Buenos Aires, Argentina | 8º        | 3.62m  | Segunda Etap    |
| 2018 | Juegos Olímpicos Juveniles      | Buenos Aires, Argentina | 8º        | 7.27m  | Resultado Final |
| 2019 | Campeonato Sudamericano u20     | Cali, Colombia          | 2º        | 3.70m  |                 |
| 2019 | Campeonato Panamericano u20     | San José, Costa Rica    | 4º        | 3.70m  |                 |
| 2021 | Campeonato Sudamericano u23     | Guayaquil, Ecuador      | 4º        | 3.90m  |                 |
| 2021 | Juegos Panamericanos Juveniles  | Cali, Colombia          | 2º        | 3.90m  |                 |